# Crespian
Crespian – miejscowość i gmina we Francji, w regionie Oksytania, w departamencie Gard.
Według danych na rok 1990 gminę zamieszkiwało 159 osób, a gęstość zaludnienia wynosiła 20 osób/km² (wśród 1545 gmin Langwedocji-Roussillon Crespian plasuje się na 747. miejscu pod względem liczby ludności, natomiast pod względem powierzchni na miejscu 860.).